# Hans-Janssen-Preis
Der Hans-Janssen-Preis wird seit 1992 alle zwei Jahre von der Akademie der Wissenschaften zu Göttingen für europäische Kunstgeschichte der Neuzeit verliehen, speziell Italiens. 
Die preisgekrönten Arbeiten können auch Dissertationen oder Habilitationen sein. Die Preisausschreibung wird den Dekanen der deutschsprachigen kunsthistorischen Fakultäten mitgeteilt. -Der Preisträger sollte nicht älter als 40 Jahre sein.
Der Preis wurde von dem Kunsthistoriker Hans Janssen (gestorben 1989) gestiftet.

## Preisträger
- 1992 Georg Satzinger für Antonio da Sangallo der Ältere und die Madonna di San Biagio bei Montepulciano.
- 1994 Werner Jacobsen für Die Maler von Florenz zu Beginn der Renaissance.
- 1996 Robert Stalla für Borromini und die Sapienza. Architektur-Wissenschaft-Politik im Römischen Seicento, Frank Fehrenbach für Licht und Wasser. Zur Dynamik naturphilosophischer Leitbilder im Werk Leonardo da Vincis.
- 1998 Nicole Riegel für Santa Maria presso San Celso in Mailand.
- 2000 Damian Dombrowski für Giuliano Finelli. Bildhauer zwischen Neapel und Rom. Valeska von Rosen für Künstlerische Mimesis in Historiengemälden Tizians. Studien zu Theorie und Praxis der venezianischen Renaissancemalerei.
- 2002 Anna Schreurs-Morét für Antikenbild und Kunstanschauungen des neapolitanischen Malers, Architekten und Antiquars Pirro Ligorio.
- 2004 Annelies Amberger für Giordano Orsinis Uomini Famosi in Rom, Martin Gaier für Facciate Sacre a Scopo Profano.
- 2006 Christian Hecht für Die Glorie, Begriff, Thema, Bildelement in der europäischen Sakralkunst vom Mittelalter bis zum Ausgang des Barock
- 2008 Monika Melters für Die Kolossalordnung. Studien zum Palastbau in Italien und Frankreich zwischen 1420 und 1670.
- 2010 Marieke von Bernstorff für Agent und Maler als Akteure im Kunstbetrieb des frühen 17. Jahrhunderts. Giovan Battista und Bartolomeo Cavarozzi. Kristin Böse für Gemalte Heiligkeit – Bilderzählungen neuer Heiliger in der italienischen Kunst des 14. und 15. Jahrhunderts.
- 2012 Katja Burzer für San Carlo Borromeo. Konstruktion und Inszenierung eines Heiligenbildes im Spannungsfeld zwischen Mailand und Rom, Johannes Grave für Architekturen des Sehens - Bauten in Bildern des Quattrocento.
- 2014 Christine Beese für Neue Horizonte im Städtebau – Die Form der Stadt bei Marcello Piacentini (1881–1960), Simone Bader für Moderne in Afrika. Asmara – Die Konstruktion einer italienischen Kolonialstadt (1886–1941).
- 2016 Robert Skwirlbies für Questa roba farebbe figura in Germania! Altitalienische Gemälde in Preußen 1797–1830. Studien zu Kunstverständnis und Kulturpolitik, Handelsbeziehungen und Personennetzwerken im nachrevolutionären Europa
- 2018 Isabella Augart für Rahmenbilder. Konfigurationen der Verehrung im frühneuzeitlichen Italien, Armin Bergmeier für Visionserwartung. Visualisierung und Präsenzerfahrung des Göttlichen in der Spätantike.
- 2020 Jana Graul für Invidia als Künstlerlaster. Neid in Kunst und Kunstliteratur der Frühen Neuzeit, Anna Magnago-Lampugnani für Der begeisterte Künstler. Vorstellungen künstlerischer Eingebung in der Frühen Neuzeit.
- 2022 Tobias Weißmann für Kunst, Klang, Musik. Die Festkultur der europäischen Mächte im barocken Rom.
- 2024 Sakia Quené für Goldgrund und Perspektive: Fra Angelico im Glanz des Quattrocento, Lilla Máthyók-Engel für Innovation und Tradition: Die Gestaltung von Objekten und ihr ritueller Gebrauch in der Bruderschaft der Hl. Katharina von Siena in Rom (1519–1630).